# إدغاردو ملفيستيتي
إدغاردو ملفيستيتي (بالإسبانية: Edgardo Malvestiti) هو لاعب كرة قدم أرجنتيني في مركز الهجوم، ولد في 12 ديسمبر 1969 في الأرجنتين.